# Oreodytes rhyacophilus
Oreodytes rhyacophilus är en skalbaggsart som beskrevs av Elwood C. Zimmerman 1985. Oreodytes rhyacophilus ingår i släktet Oreodytes och familjen dykare. Inga underarter finns listade i Catalogue of Life.